# Европско првенство у атлетици за јуниоре 2015 — 1.500 метара за јуниоре
Такмичење у трчању на 1.500 метара у мушкој конкуренцији на 23. Европском првенству у атлетици за јуниоре 2015. у Гросето одржано је 16. и 18. јула на Атлетском стадиону l'Ekängens у Ешилструни у Шведској.
Титулу освојену у Ријетију 2013, није бранио Џејк Вајтман из Уједињеног Краљевства јер је прешао у млађе сениоре.

## Земље учеснице
Учествовало је 20 такмичара из 12 земаља.
1. Ирска (1)
2. Италија (3)
3. Јерменија (1)
4. Норвешка (2)
5. Пољска (1)
6. Турска (1)
7. Уједињено Краљевство (3)
8. Украјина (1)
9. Француска (3)
10. Швајцарска (1)
11. Шведска (1)
12. Шпанија (2)

## Квалификациона норма
| Норма   |
| ------- |
| 3:49,00 |

## Освајачи медаља
|                                |                           |                              |
| Џош Кер · Уједињено Краљевство | Батист Мишлер · Француска | Андриј Аликсијчук · Украјина |

## Сатница
| Датум   | Време | Коло          |
| ------- | ----- | ------------- |
| 16. јул | 17:30 | Квалификације |
| 18. јул | 19:10 | Финале        |

## Рекорди
| Рекорди пре почетка Европског првенства 2015. | Рекорди пре почетка Европског првенства 2015. | Рекорди пре почетка Европског првенства 2015. | Рекорди пре почетка Европског првенства 2015. | Рекорди пре почетка Европског првенства 2015. | Рекорди пре почетка Европског првенства 2015. |
| Рекорди                                       | Атлетичар                                     | Земља                                         | Време                                         | Место                                         | Датум                                         |
| --------------------------------------------- | --------------------------------------------- | --------------------------------------------- | --------------------------------------------- | --------------------------------------------- | --------------------------------------------- |
| Европски рекорд У-20                          | Рејес Естевез                                 | Швајцарска                                    | 3:35,51                                       | Цирих, Швајцарска                             | 16. август 1995.                              |
| Рекорди европских првенстава У-20             | Грахам Вилијамсон                             | Велика Британија                              | 3:38,96                                       | Бидгошћ, Пољска                               | 16. август 1979.                              |
| Најбољи европски резултат сезоне У-20         | Хорди Торентс                                 | Шпанија                                       | 3:40,22                                       | Барселона, Шпанија                            | 8. јул 2015.                                  |

### Најбољи европски резултати у 2015. години
Десет најбољих атлетичара у трци на 1.500 метара са препонама 2015. године до почетка првенства (16. јул 2015), имали су следећи пласман на европској ранг листи.
| 1.  | Хорди Торентс      | Шпанија          | 3:40,22 | 8. јул  |
| 2.  | Матеуш Борковски   | Пољска           | 3:41,97 | 6. јун  |
| 3.  | Кентин Тисон       | Француска        | 3:42,07 | 5. јун  |
| 4.  | Вилијам Левај      | Шведска          | 3:42,59 | 26. јун |
| 5.  | Лијам Ди           | Велика Британија | 3:43,64 | 26. мај |
| 6.  | Јеманеберхан Крипа | Италија          | 3:43,70 | 24. јун |
| 7.  | Џош Кер            | Велика Британија | 3:44,12 | 30. мај |
| 8.  | Jochem Vermeulen   | Белгија          | 3:44,27 | 5. јул  |
| 9.  | Роби Фицгибон      | Велика Британија | 3:44,34 | 30. мај |
| 10. | Батист Мишлер      | Француска        | 3:44,64 | 27. јун |

Такмичарке чија су имена подебљана учествовале су на ЕП.

## Резултати

### Квалификације
Квалификације су одржане 16. јула. Такмичари су били подељени у 2 групе. У финале су се пласирала прва 4 из сваке групе (КВ) и 4 на основу резултата (кв).
Почетак такмичења: група 1 у 17:30, група 2 у 17:42.
| Место | Групе | Атлетичар                | Земља                | ЛР      | ЛРС     | Резултат | Белешка |
| ----- | ----- | ------------------------ | -------------------- | ------- | ------- | -------- | ------- |
| 1.    | 1     | Вилијам Левај            | Шведска              | 3:42,59 | 3:42,59 | 3:44,37  | КВ      |
| 2.    | 1     | Батист Мишлер            | Француска            | 3:44,64 | 3:44,64 | 3:44,73  | КВ      |
| 3.    | 1     | Ајоуб Моктар             | Шпанија              | 3:46,44 | 3:48,33 | 3:44,86  | КВ, ЛР  |
| 4.    | 1     | Кентин Тисон             | Француска            | 3:42,07 | 3:42,07 | 3:44,96  | КВ      |
| 5.    | 1     | Омер Оти                 | Турска               | 3:46,31 | 3:46,31 | 3:45,39  | кв, ЛР  |
| 6.    | 1     | Роби Фицгибон            | Уједињено Краљевство | 3:44,34 | 3:44,34 | 3:45,54  | кв      |
| 7.    | 1     | Andrew Coscoran          | Ирска                | 3:47,42 | 3:52,47 | 3:47,81  | кв, ЛРС |
| 8.    | 2     | Андриј Аликсијчук        | Украјина             | 3:46,54 | 3:46,54 | 3:49,13  | КВ      |
| 9.    | 2     | Џош Кер                  | Уједињено Краљевство | 3:44,12 | 3:44,12 | 3:49,35  | КВ      |
| 10.   | 2     | Мел Борен                | Швајцарска           | 3:48,43 | 3:48,43 | 3:49,91  | КВ      |
| 11.   | 2     | Хорди Торентс            | Шпанија              | 3:41,66 | 3:41.66 | 3:50,02  | КВ      |
| 12.   | 2     | Yassin Bouih             | Италија              | 3:44,74 | 3:44,74 | 3:50,15  | кв      |
| 13.   | 2     | Едвард Камперуд Нигард   | Норвешка             | 3:46,95 | 3:46,95 | 3:50,18  |         |
| 14.   | 2     | Лијам Ди                 | Уједињено Краљевство | 3:43,64 | 3:43,64 | 3:50,82  |         |
| 15.   | 1     | Сигурд Блом Брејвик      | Норвешка             | 3:47,77 | 3:47,77 | 3:51,07  |         |
| 16.   | 1     | Симоне Бернарди          | Италија              | 3:47,09 | 3:47,09 | 3:51,34  |         |
| 17.   | 2     | Доминик Новак            | Пољска               | 3:47,76 | 3:47,76 | 3:51,46  |         |
| 18.   | 2     | Мохамед-Амине Ел Буајаји | Француска            | 3:44,89 | 3:44,89 | 3:51,87  |         |
| 19.   | 1     | Данило Грити             | Италија              | 3:46,11 | 3:46,11 | 3:52,39  |         |
| 20.   | 2     | Ерванд Мкртчан           | Јерменија            | 3:54,70 | 3:54,70 | 3:56,14  |         |

### Финале
Финале је одржано 18. јула 2015. године.
Почетак такмичења: у 19:10.
| Место | Атлетичар         | Земља                | Резултат | Белешка |
| ----- | ----------------- | -------------------- | -------- | ------- |
|       | Џош Кер           | Уједињено Краљевство | 3:49,62  |         |
|       | Батист Мишлер     | Француска            | 3:49,88  |         |
|       | Андриј Аликсијчук | Украјина             | 3:50,22  |         |
| 4.    | Омер Оти          | Турска               | 3:50,59  |         |
| 5.    | Ајоуб Моктар      | Шпанија              | 3:50,63  |         |
| 6.    | Роби Фицгибон     | Уједињено Краљевство | 3:50,67  |         |
| 7.    | Хорди Торентс     | Шпанија              | 3:51,18  |         |
| 8.    | Yassin Bouih      | Италија              | 3:52,28  |         |
| 9.    | Andrew Coscoran   | Ирска                | 3:52,33  |         |
| 10.   | Кентин Тисон      | Француска            | 3:54,34  |         |
| 11.   | Мел Борен         | Швајцарска           | 4:03,75  |         |
|       | Вилијам Левај     | Шведска              | НЗ       |         |